# Sembrouthes
Sembrouthes, detto "il grande", (in greco antico: CΕΜΒΡΟΥΘΗC?, Sembrouthēs; ... – III secolo) è stato un sovrano di Aksum.